# 奥尔洛夫斯基 (外贝加尔边疆区)
奥尔洛夫斯基（羅馬化：Orlovskiy），旧称斯波科伊内（Спокойный），是俄罗斯外贝加尔边疆区阿加布里亚特区的市级镇，属阿金斯科耶区，位于该区东部，在区行政中心阿金斯科耶东偏南、边疆区首府赤塔东南方。
该地2021年人口有1,894人；2010年人口2,194；2002年人口2,348；1989年人口3,366。